# Xiangyuan
Xiangyuan (en chino, 襄垣; pinyin, Xiāngyuán) es un condado  bajo la administración directa de la Prefectura Changzhi en la Provincia de Shanxi, República Popular China.  Su área es de 1177 km² y su población total para 2010 superó los 270 mil habitantes.

## Administración
Desde julio de 2020, el  Condado Xiangyuan se divide en 11 pueblos que se administran en 8 poblados y 3 villas.